# Division Est de la LNH
En Amérique du Nord, la division Est de la Ligue nationale de hockey (ou : section Est) a été formée en 1967. De cette année-là à 1974, les 12 équipes de la ligue sont séparées en deux, l'autre partie formant la division Ouest. Les modifications des deux divisions font suite à la première vague d'expansion de la LNH, opérée en 1967, année où six clubs (les Golden Seals de la Californie, les Kings de Los Angeles, les North Stars du Minnesota, les Flyers de Philadelphie, les Penguins de Pittsburgh et les Blues de Saint-Louis) intègrent la ligue, formée jusqu'à cette date des six équipes dites originales.

## Équipes à la dissolution
- Bruins de Boston
- Sabres de Buffalo
- Red Wings de Détroit
- Canadiens de Montréal
- Islanders de New York
- Rangers de New York
- Maple Leafs de Toronto
- Canucks de Vancouver

## Évolution de la division

### 1967-1970
- Bruins de Boston
- Black Hawks de Chicago
- Red Wings de Détroit
- Canadiens de Montréal
- Rangers de New York
- Maple Leafs de Toronto

### 1970-1972
- Bruins de Boston
- Sabres de Buffalo
- Red Wings de Détroit
- Canadiens de Montréal
- Rangers de New York
- Maple Leafs de Toronto
- Canucks de Vancouver

### 1972-1974
- Bruins de Boston
- Sabres de Buffalo
- Red Wings de Détroit
- Canadiens de Montréal
- Islanders de New York
- Rangers de New York
- Maple Leafs de Toronto
- Canucks de Vancouver

### 2020-2021

Logo de la Section Est (ou Division Est), utilisé en 2021.

En raison des restrictions dues à la pandémie de Covid-19, la LNH s'est réalignée pour la saison 2020-2021. La division Est est reformée temporairement.
- Les Bruins de Boston et les Sabres de Buffalo arrivent de la division Atlantique.
- Les Devils du New Jersey, les Islanders de New York, les Rangers de New York, les Flyers de Philadelphie, les Penguins de Pittsburgh et les Capitals de Washington arrivent de la division Métropolitaine.

#### Équipes en lice
- Bruins de Boston
- Sabres de Buffalo
- Devils du New Jersey
- Islanders de New York
- Rangers de New York
- Flyers de Philadelphie
- Penguins de Pittsburgh
- Capitals de Washington

## Champions de division
La liste ci-dessous reprend les équipes championnes de la division Est :
Légende :
- Vainqueur de la Coupe Stanley
- Finaliste de la Coupe Stanley

| Saison  | Franchise              | Bilan    | Pts | Résultats en playoffs |
| ------- | ---------------------- | -------- | --- | --- |
| 1967-68 | Canadiens de Montréal  | 42-22-10 | 94  | Victoire - Quarts de finale (Bruins) 4-0 Victoire - Demi-finale (Black Hawks) 4-1 Victoire - Coupe Stanley (Blues) 4-0      |
| 1968-69 | Canadiens de Montréal  | 46-19-11 | 103 | Victoire - Quarts de finale (Rangers) 4-0 Victoire - Demi-finale (Bruins) 4-2 Victoire - Coupe Stanley (Blues) 4-0          |
| 1969-70 | Black Hawks de Chicago | 45-22-9  | 99  | Victoire - Quarts de finale (Red Wings) 4-0 Défaite - Demi-finale (Bruins) 4-0                                              |
| 1970-71 | Bruins de Boston       | 57-14-7  | 121 | Défaite - Quarts de finale (Canadiens) 4-3                                                                                  |
| 1971-72 | Bruins de Boston       | 54-13-11 | 119 | Victoire - Quarts de finale (Maple Leafs) 4-1 Victoire - Demi-finale (Blues) 4-0 Victoire - Coupe Stanley (Rangers) 4-2     |
| 1972-73 | Canadiens de Montréal  | 52-10-16 | 120 | Victoire - Quarts de finale (Sabres) 4-2 Victoire - Demi-finale (Flyers) 4-1 Victoire - Coupe Stanley (Black Hawks) 4-2     |
| 1973-74 | Bruins de Boston       | 52-17-9  | 113 | Victoire - Quarts de finale (Maple Leafs) 4-0 Victoire - Demi-finale (Black Hawks) 4-2 Défaite - Coupe Stanley (Flyers) 4-2 |
| 2020-21 | Penguins de Pittsburgh | 37-16-3  | 77  | Défaite - 1er tour (Islanders) 4-2                                                                                          |

## Résultats saison par saison
Légende :
- Vainqueur de la Coupe Stanley
- Finaliste de la Coupe Stanley
- Qualifié pour les séries éliminatoires

| Saison                             | Bilan des équipes | Bilan des équipes | Bilan des équipes | Bilan des équipes | Bilan des équipes | Bilan des équipes | Bilan des équipes | Bilan des équipes |
| ---------------------------------- | ----------------- | ----------------- | ----------------- | ----------------- | ----------------- | ----------------- | ----------------- | ----------------- |
| Saison                             | 1er               | 2e                | 3e                | 4e                | 5e                | 6e                | 7e                | 8e                |
| 1967-68                            | Montréal (94)     | NY Rangers (90)   | Boston (84)       | Chicago (80)      | Toronto (76)      | Détroit (66)      |                   |                   |
| 1968-69                            | Montréal (103)    | Boston (100)      | NY Rangers (91)   | Toronto (85)      | Détroit (78)      | Chicago (77)      |                   |                   |
| 1969-70                            | Chicago (99)      | Boston (99)       | Détroit (95)      | NY Rangers (92)   | Montréal (92)     | Toronto (71)      |                   |                   |
| 1970-71                            | Boston (121)      | NY Rangers (109)  | Montréal (97)     | Toronto (82)      | Buffalo (63)      | Vancouver (56)    | Détroit (55)      |                   |
| 1971-72                            | Boston (119)      | NY Rangers (109)  | Montréal (108)    | Toronto (80)      | Détroit (76)      | Buffalo (51)      | Vancouver (48)    |                   |
| 1972-73                            | Montréal (120)    | Boston (107)      | NY Rangers (102)  | Buffalo (88)      | Détroit (86)      | Toronto (64)      | Vancouver (53)    | NY Islanders (30) |
| 1973-74                            | Boston (113)      | Montréal (99)     | NY Rangers (94)   | Toronto (86)      | Buffalo (76)      | Détroit (68)      | Vancouver (59)    | NY Islanders (56) |
| Division non active de 1974 à 2020 |                   |                   |                   |                   |                   |                   |                   |                   |
| 2020-21                            | Pittsburgh (77)   | Washington (77)   | Boston (73)       | NY Islanders (71) | NY Rangers (60)   | Philadelphie (58) | New Jersey (45)   | Buffalo (37)      |

## Vainqueur de la Coupe Stanley
À six reprises sur sept finales, une équipe de la division Est a remporté la Coupe Stanley au cours de l'existence de la division :
- 1968 - Canadiens de Montréal
- 1969 - Canadiens de Montréal
- 1970 - Bruins de Boston
- 1971 - Canadiens de Montréal
- 1972 - Bruins de Boston
- 1973 - Canadiens de Montréal

## Liste des équipes vainqueur de la Division Est
| Franchise              | Titres | Dernier titre | Années           |
| ---------------------- | ------ | ------------- | ---------------- |
| Bruins de Boston       | 3      | 1974          | 1971, 1972, 1974 |
| Canadiens de Montréal  | 3      | 1973          | 1968, 1969, 1973 |
| Blackhawks de Chicago  | 1      | 1970          | 1970             |
| Penguins de Pittsburgh | 1      | 2021          | 2021             |